# Hanôver (distrito)
Hanôver ou Hannover (oficialmente em alemão:Region Hannover) é um distrito (Kreis ou Landkreis) da Alemanha localizado no estado de Baixa Saxônia.
O distrito de Hanôver possui estatuto diferenciado dos demais distritos da Baixa Saxônia. Ele inclui a cidade de Hanôver, capital do estado, que possui os mesmos privilégios de uma cidade independente ou distrito urbano (que não faz parte de nenhum distrito). Como consequência, o distrito é muito maior em população que qualquer outro distrito do estado. Seu corpo administrativo é o Regionsparlament (parlamento regional), dirigido pelo Regionspräsident (presidente regional) - Hauke Jagau (SPD) desde 2006. Tanto os membros do Regionsparlament quanto o Regionspräsident são escolhidos a cada 5 anos em eleições locais.

## Cidades e municípios
| Cidades | | Municípios                                      |
| --- | --- | ----------------------------------------------- |
| 1. Barsinghausen 2. Burgdorf 3. Burgwedel 4. Garbsen 5. Gehrden 6. Hanôver (Hannover) 7. Hemmingen 8. Laatzen 9. Langenhagen | 1. Lehrte 2. Neustadt am Rübenberge 3. Pattensen 4. Ronnenberg 5. Seelze 6. Sehnde 7. Springe 8. Wunstorf | 1. Isernhagen 2. Uetze 3. Wedemark 4. Wennigsen |